# 茉莉·歐斯純

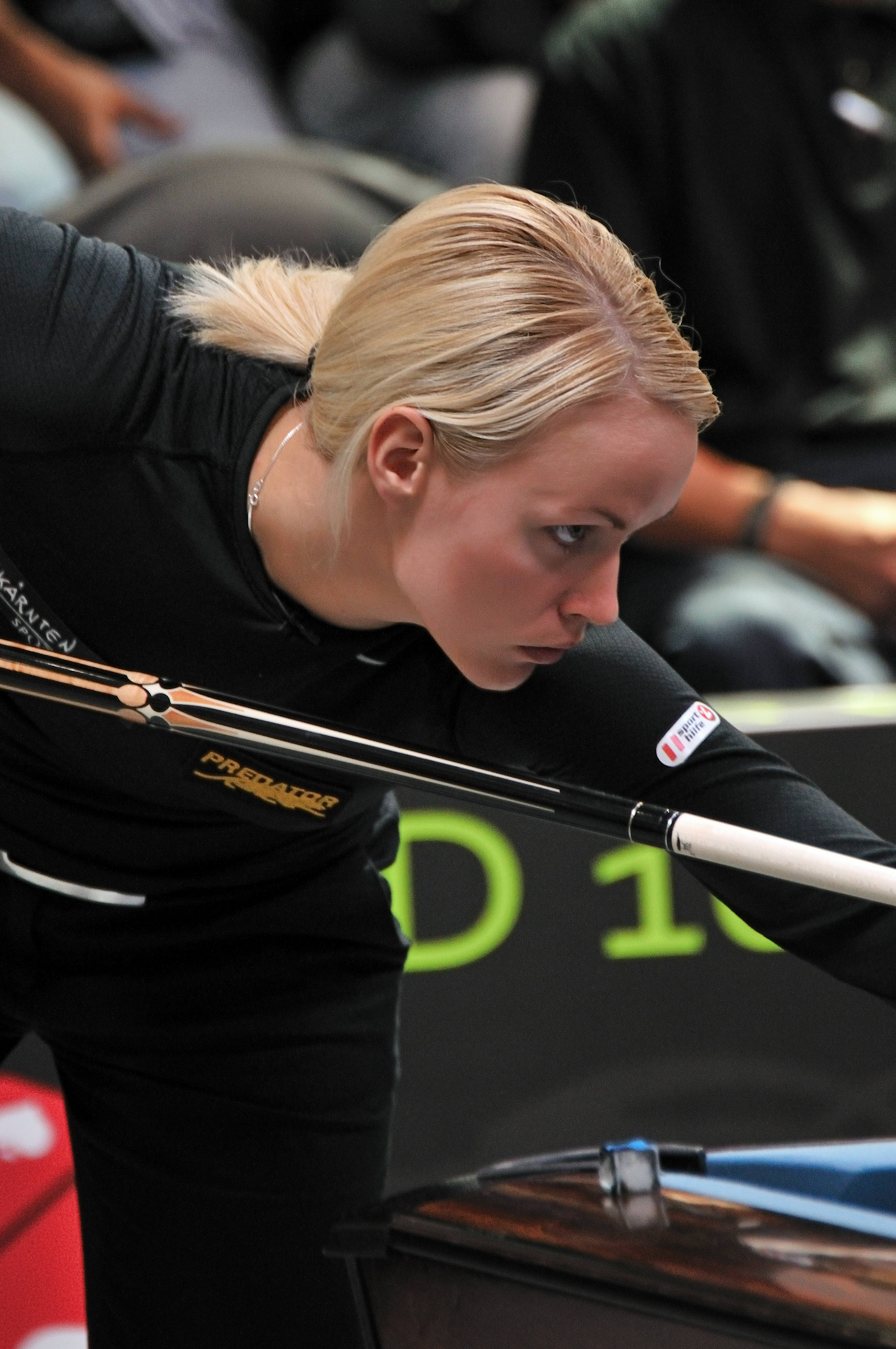
茉莉·歐斯純

茉莉·歐斯純（Jasmin Ouschan，1986年1月10日—），奧地利花式撞球職業選手，外型冷艷，球風重攻擊，有「奧地利獵豹」的封號。最欣賞的撞球員為艾利森·費雪。2010年奪得十號球世界冠軍頭銜。2025年奪得八號球世界冠軍頭銜。

## 比賽成績
- 2004年 世界女子花式撞球錦標賽第5名
- 2004年 世界青少年花式撞球錦標賽女子組亞軍
- 2005年 世界青少年花式撞球錦標賽冠軍
- 2005年 第7屆杜伊斯堡世界運動會金牌
- 2006年 美國BCA公開賽冠軍
- 2006年 安麗盃世界女子花式撞球錦標賽季軍
- 2008年 WPBA卡羅萊納經典賽冠軍
- 2008年 安麗盃世界女子花式撞球錦標賽季軍
- 2008年 世界男子14.1花式撞球錦標賽季軍
- 2009年 WPA世界女子10號球錦標賽季軍
- 2010年 WPA世界女子10號球錦標賽冠軍
- 2012年安麗益之源盃世界女子花式撞球公開賽亞軍
- 2013年安麗益之源盃世界女子花式撞球公開賽亞軍
- 2014年 CBSA密雲九球公開賽季軍
- 2015年 WPBA大師賽冠軍
- 2015年 桂林WPA世界女子花式9號球錦標賽亞軍
- 2016歐錦賽奧地利站九號球金牌
- 2017安麗盃第九名
- 2019年世界女子花式撞球錦標賽亞軍
- 2025年 WPA世界女子8號球錦標賽冠軍

## 特殊事蹟
- 26次奧地利女子撞球冠軍
- 7次歐洲女子撞球冠軍
- 2008世界14.1花式撞球锦标赛季軍(首位在男子14.1比賽中拿下獎牌的女選手)
- 2010WPA世界女子10號球錦標賽冠軍
- 2010歐洲巡迴賽女子組唯一奪得4項目冠軍
- 2011奧地利亞蘭閃石最佳女運動員
- 50枚歐洲錦標賽獎牌
- 2025WPA世界女子8號球錦標賽冠軍

## 外部連結
- 官方網站 （页面存档备份，存于）
- Jasmin Ouschan official fan club的Facebook專頁
- 茉莉·歐斯純在互联网电影资料库（IMDb）上的資料（英文）